# یان سوسنیوک
یان سوسنیوک (آلمانی: Jan Sosniok؛ زادهٔ ۱۴ مارس ۱۹۶۸) هنرپیشه اهل آلمان است.
از فیلم‌ها یا برنامه‌های تلویزیونی که وی در آن نقش داشته‌است می‌توان به هشدار برای کبرا ۱۱، هلیکوپتر امداد اشاره کرد.